# Aníbal Marinho
Aníbal de Jesus Varela Marinho (Ponte de Lima, 14 de Janeiro de 1902 - Santa Maria Maior, 3 de Novembro de 1994), foi um publicista, poeta, músico e político português.

## Biografia
Filho de José Joaquim Correia Marinho, Secretário da Administração Municipal de Ponte de Lima e de D. Maria da Glória Barbosa Varela.
Foi funcionário da Escola Primária Superior Dr. António Feijó, em Ponte de Lima, desde 1919 até à sua extinção em 1926. Mediante concurso, ingressou no quadro de pessoal da Direcção-Geral das Contribuições e Impostos, tendo sido colocado na Repartição de Finanças de Braga, donde, em 1929, foi transferido para a Direcção de Finanças de Viana do Castelo, até 1936, altura em que veio para a Repartição de Finanças de Ponte de Lima, onde permaneceu até à sua aposentação.
Nesta repartição, teve a seu cargo o serviço relacionado com a liquidação dos Processos de Imposto sobre Sucessões e Doações (instauração, liquidação, organização dos mapas do seu movimento, etc.).
A Inspecção-Geral de Finanças atribuiu-lhe, ininterruptamente, a classificação de Muito Bom, a única e mais elevada que durante 36 anos foi concedida a um funcionário da Repartição de Finanças de Ponte de Lima.
No dia 14 de Janeiro de 1972 aposentou-se por imperativo de idade e foi-lhe prestada uma homenagem com um almoço, em Ponte de Lima, oferecido pelos colegas e amigos e no qual tomaram parte ainda, elementos da Direcção de Finanças de Viana do Castelo. 
Desiludido com a instabilidade republicana, e com apenas 17 anos em Janeiro de 1919, festeja efusivamente em Ponte de Lima a “Monarquia do Norte”, regime que acaba por ter uma duração efémera.
Após a implantação da Ditadura Nacional (1926-1933) e do Estado Novo (1933-1974), adere aos movimentos oposicionistas e começa a combater o regime salazarista, aproximando-se então do partido republicano, sem nunca se ter chegado a filiar.
Aníbal Marinho herda o gosto pela liberdade de seus maiores, designadamente do seu pai, um monárquico constitucionalista e do seu bisavô o Cirurgião José Joaquim Marinho, que esteve preso e foi desterrado para Lamego onde foi torturado, por ter tomado o partido de D. Maria II, liberal, contra o miguelismo o sistema político proposto por D. Miguel.
Para a formação da sua cultura democrática e humanista, muito contribuíram também os conhecimentos e relacionamentos que teve na sua juventude, altura em que contactou e lidou com alguns limianos de excepcional valor, dotados de uma sólida cultura de feição universal. É o caso do Dr. Teófilo Carneiro, o prof. Américo Carneiro, Gen. Norton de Matos, Dr. António Ferreira, Dr. Adelino Ribeiro Sampaio, António Mimoso, prof. Caetano José de Oliveira, Joaquim Manuel de Lima (Joaquim Santeiro).
Antes da candidatura de Norton de Matos, tinha Aníbal Marinho um excelente relacionamento com este general, de tal forma que duas das suas filhas, Maria Margarida de Jesus Castro Marinho e Maria Fernanda Castro Marinho, dactilografaram a obra “Memórias e Trabalhos da Minha Vida”.
Assim, em 1949 toma participação activa na sua campanha à presidência da República, que foi um marco assinalável na longa luta contra o anterior regime, que apresentava como candidato o general Óscar Carmona.
Nesta ocasião, conhece outros democratas de projecção nacional. Entre eles destacam-se Raúl Rego, Alexandre Rodrigues, Dr. Vasco da Gama Fernandes, Ex-Presidente da Assembleia da República, no pós-25 de Abril de 1974, com quem passa a trocar correspondência e a existir uma admiração mútua, o Contra-Almirante Ramos Pereira, Dr. Salgado Zenha, Dr. Mário Emílio Sacramento, Dr. Luís Almeida Braga, Alberto de Serpa, entre outros.
A frontalidade com que defendia as suas ideias, valeu-lhe a abertura de dois processos por parte da PIDE, deles constando que era politicamente desafecto à situação política vigente, tendo durante a campanha eleitoral do General Humberto Delgado, aderido claramente à sua causa.
Deu o seu apoio à “Comissão Democrática Eleitoral” CDE, do distrito de Viana do Castelo, na altura das eleições para deputados à Assembleia Nacional de 26 Outubro de 1969.
De acordo com um artigo inserto no Jornal “O Primeiro de Janeiro” de 14 de Maio de 1969, enviou ao “II Congresso Republicano” realizado em Aveiro nos 15 a 17 de Maio de 1969, uma mensagem de apoio.
Nos referidos processos instaurados pela polícia política, Aníbal Marinho, aparece descrito como os elementos mais activos da oposição limiana (24 de Abril de 1961).
Em Fevereiro de 1961 decorreu em Ponte de Lima uma angariação de fundos para a compra de máquinas impressoras destinadas ao jornal “República”, como não podia deixar de ser aqui esteve também envolvido Aníbal Marinho.
Após a revolução de Abril integrou a Comissão de Ponte de Lima Pró-monumento a Norton de Matos, conforme se pode ler na acta da Câmara Municipal de Ponte de Lima de 4 de Dezembro de 1974.
Conforme seu desejo foi sepultado em Ponte de Lima e pelo amor que tinha à sua terra, quis, antes de ser enterrado, dar um derradeiro adeus, pelo que o féretro parou cerca de um minuto, na última curva antes da entrada em solo sagrado, e assim pôde apreciar uma das paisagens mais belas de toda a Ribeira Lima, que tão bem soube cantar.

## Produção Literária
Colaborou no Elucidário Regionalista de Ponte de Lima, e, durante cerca de 50 anos, no "jornal Cardeal Saraiva”, onde, apoiando-se da grande cultura que possuía, combatia as injustiças sociais e o regime, apregoando ventos de mudança e a liberdade, servindo-se muitas vezes de metáforas para fugir ao lápis azul da censura. Chegou também a escrever para os jornais “Aurora do Lima” de Viana do Castelo, “A Terra Minhota” de Monção e “O Povo da Barca” de Ponte da Barca.
Alguns dos seus poemas traduzem uma sensibilidade transcendente, inspirada na paisagem limiana que considerava ser a mais bela de Portugal, e no mar, a sua Vila Praia de Âncora, local onde anualmente passava férias e fez inúmeras amizades, algumas das quais com vultos iminentes, como o já referido Contra-Almirante Ramos Pereira, D. Carlos Pinheiro, que conheceu ainda muito jovem, Januário Barbeitos e Dr. João Henrique Alves, de Monção.
Segundo Luís Dantas, “a cor local ou a beleza da sua terra irrompeu de forma espontânea da sua pena, com sensibilidade poética ou estremecimentos de alma, como em Outono, As Nossas Festas, A Torre Velha e Paisagem Limiana:
“Sob o dossel de verdura bendita
da nossa encantadora marginal,
contemplo a paisagem mais bonita
que por certo existe em Portugal!

São montes altaneiros a mirar
um rio de beleza soberana 
e uma ponte velhinha, secular,
de linda traça com feição romana.

E todo este conjunto deslumbrante,
cheio de luz, de cor e de harmonia,
aguarela de sonho, dominante,

De profundo e pictórico sabor,
transcende a mais ardente fantasia
que pode imaginar algum pintor!...”

Em 1976, publicou um livro intitulado “Homens e Ideias”, colectânea de diversos sonetos e quadras, bem como alguns artigos em prosa, extraídos dos jornais regionais onde colaborou. Deixou ainda alguns sonetos inéditos e outros já publicados na imprensa escrita, bem como alguns artigos em prosa, que pretendia ver objecto de publicação.
No dia 14 de Janeiro de 2012 foi editada toda a sua produção Literária, num único volume intitulado " Aníbal Marinho - Cinco Décadas Literárias"

## Actividade Músical
Aníbal Marinho foi ainda exímio tocador de viola e guitarra, chegando a compor algumas músicas, entre elas: Variações sobre “Für Elise” de L. V. Beethoven (versão para viola), dedicada ao Maestro António Victorino de Almeida; Valsa; Variações em Lá Menor; Variações em Lá Maior; Variações em Ré Menor (versões para Guitarra, etc.).
Nos tempos da sua juventude, ainda solteiro, Aníbal Marinho também cantou o fado e para quem teve o privilégio de o ouvir, os comentários foram os melhores, todos enaltecendo a magnífica voz de que era detentor. Encontrou-se também com António Menano no Paço de Lanheses.
Com os seus amigos e parceiros musicais, participou em várias serenatas, em Ponte de Lima, Braga, Viana do Castelo e tantos outros locais.
Em Ponte de Lima, ficou famosa uma serenata dedicada a Palmira Bastos, na altura de uma das suas visitas a esta localidade, onde cerca das três horas da madrugada, a insigne actriz veio à janela da Pensão Luso-Suíça ouvir a brilhante execução da Serenata de Ciríaco [1], que para além de Aníbal Marinho na viola, contava com Américo Carneiro, brilhantíssimo executante de bandolim, José Maria Quintela no violino, e outro limiano que não nos é possível identificar.
Palmira Bastos, para além de aplaudir entusiasticamente da janela da referida pensão, desceu e veio cumprimentar e agradecer pessoalmente aos executantes esta brilhante interpretação.
Não é de estranhar esta actividade musical, dado que pelo lado materno, descendia de uma família de personalidades ligadas à música. É o caso do padre José Varela, que foi organista e tio de Frei Domingos de S. José Varela, abade beneditino, insigne professor de música, considerado um dos primeiros organistas portugueses e concertista, que faleceu em 1834, tio do padre João de Azevedo Varela, organista da Colegiada de Guimarães, que deixou algumas composições de carácter religioso e de Jerónimo Xavier Varela, um grandes compositores de música sacra do século XIX, professor de música em Ponte de Lima, discípulo de João Domingos Bontempo, agraciado com a Cruz da Ordem de Cristo, e ainda de Reinaldo Varela, professor de música de el-Rei D. Carlos, fadista e guitarrista famoso.

## Obras
- Homens e Ideias, Ponte de Lima 1976, edição do autor.
- Cinco Décadas Literárias, Ponte de Lima, 2012, edição de José Aníbal Marinho Gomes (a título póstumo).